# Provinz Chichaoua

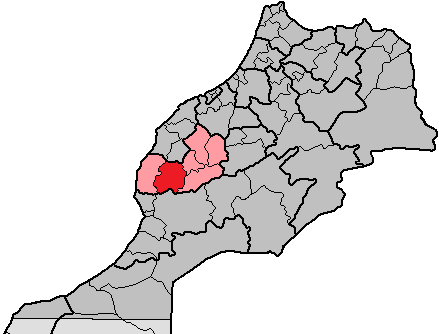
Provinz Chichaoua in der ehemaligen Region Marrakesch-Tensift-Al Haouz

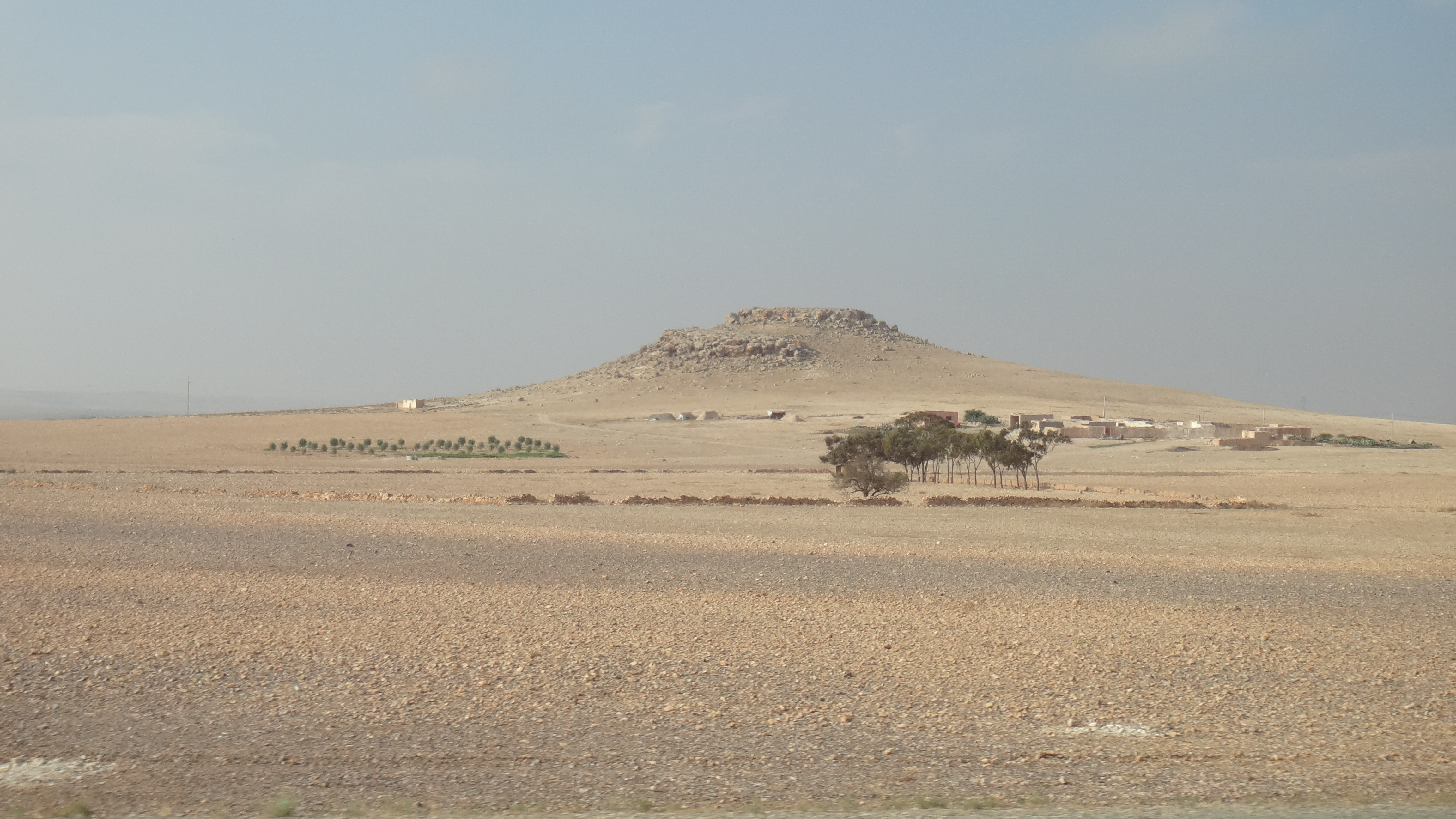
Landschaft in der Provinz Chichaoua

Chichaoua (arabisch إقليم شيشاوة, DMG Iqlīm Šīšāwa, Taschelhit ⵜⴰⵙⴳⴰ ⵏ ⵛⵉⵛⴰⵡⴰ Tasga n Cicawa) ist eine im Jahr 1991 geschaffene Provinz in Marokko. Sie gehört seit 2015 zur Region Marrakesch-Safi (davor zu Marrakesch-Tensift-Al Haouz) und liegt im Süden des Landes, westlich von Marrakesch bzw. östlich von Essaouira. Die Provinz hat ca. 370.000 Einwohner (2014). Der gleichnamige Oued Chichaoua (manchmal auch Shishawah geschrieben) ist einer von zwei wichtigen Zuflüssen des Oued Tensift.

## Größte Orte
Die mit (M) gekennzeichneten Orte sind als Städte (municipalités) eingestuft; die anderen Orte hingegen haben den Status von Landgemeinden (communes rurales).
| Gemeinde        | Einwohner 1994 | Einwohner 2004 | Einwohner 2014 |
| --------------- | -------------- | -------------- | -------------- |
| Chichaoua (M)   | 9.737          | 15.657         | 27.869         |
| Imintanoute (M) | 12.588         | 17.067         | 20.837         |
| Lamzoudia       | 20.452         | 22.454         | 25.674         |
| Sidi Mokhtar    | 16.961         | 19.188         | 22.714         |
| M'Zouda         | 14.680         | 15.166         | 23.148         |
| Zaouia Annahlia | 13.704         | 15.950         | 10.757         |
| Douirane        | 12.473         | 14.191         | 16.138         |
| Bouabout        | 12.167         | 12.196         | 11.494         |
| Ahdil           | 11.631         | 11.764         | 11.438         |
| Majjat          | 11.521         | 11.798         | 13.258         |
| Taouloukoult    | 10.171         | 10.668         | 10.682         |